# منطقه ۸ شهرداری تهران
منطقه ۸ شهرداری تهران یکی از مناطق شهری تهران است که در شرق این شهر قرار دارد. این منطقه در دامنه شیب ملایم رشته کوه البرز در شمال کوه‌های سه تپه در شرق تهران قرار گرفته‌است. از شمال  به بزرگراه رسالت در منطقه چهار از جنوب به منطقه سیزده و جنگل‌های سرخه‌حصار و کوه‌های سه‌تپه می‌رسد. از غرب به سبلان جنوبی و استاد حسن بنا  منتهی می‌شود.

## تاریخچه
سابقه توسعه کالبدی و فضایی منطقه هشت شهرداری تهران به سال‌های دهه بیست خورشیدی بازمی‌گردد. محله‌های نارمک، مجیدیه و تهران‌پارس در شمار سکونت‌گاه‌های قدیمی شهری این منطقه هستند و در این بخش مروری بر توسعه کالبدی برخی از محله‌های قدیمی منطقه هشت می‌پردازیم.
- هسته مرکزی محله مدائن به عنوان نخستین تجربه شهرسازی مدرن ایرانی با احداث ساختمانی کوی کالاد رقم خورد. این ساختمان سال ۱۳۲۹ به وسیله بانک ساختمانی طرح‌ریزی شد. بسط و گسترش این محله در فاصله سال‌های ۱۳۳۸ تا ۱۳۴۵ محقق شد. این محله از شمال به بزرگراه رسالت، از جنوب به خیابان شهید ثانی، از شرق به خیابان مهر و از غرب هم به خیابان آیت و میدان نبوت محدود می‌شود.[۳] همچنین محله نارمک از جمله نخستین شهرک‌های مدرن طراحی شده با ساختار منظم شبکه معابر شمالی-جنوبی و دارای سلسه مراتب است که در نیمه دوم دهه سی تا نیمه دهه اول دهه چهل خورشیدی بنیان گذاشته شده‌است. مستند به اولین طرح جامع تهران با پیشنهاد دسترسی محور سالت به اراضی شرق از طریق جاده قدیم شمیران، محله نارمک به دو بخش شمالی و جنوبی تقسیم شد. این محله هم‌اکنون از شمال به بزرگراه رسالت از جنوب به خیابان شهید ثانی، از شرق به خیابان آیت (میدان نبوت) و از غرب به خیابان سمنگان محدود می‌شود.[۴]
- بر اساس گزارش‌های تاریخی از اوائل دهه چهل خورشیدی طراحی و نقشه‌کشی اولیه محله فدک توسط برخی مهندسین خارجی انجام گرفت. به نقل از اسناد و مدارک موجود نخستین جرقه‌های شکل‌گیری این محله مربوط به اوائل دهه سی خورشیدی بازمی‌گردد. این محله هم‌اکنون از شمال به بزرگراه رسالت از جنوب به خیابان شهید ثانی و خیابان گلستان مسیر باختر، از شرق به خیابان سمنگان و در نهایت از غرب به بزرگراه امام علی محدود می‌شود.[۵]
- همچنین در مرور نخستین اقدام‌های در ایجاد و بسط فضای کالبدی منطقه هشت شهرداری تهران می‌توان به محله مجیدیه اشاره کرد. محله مجیدیه تا سال ۱۳۳۳ جز حاشیه شهر به‌شمار می‌آمد، به همین دلیل به جز یک داروخانه هیچ گونه امکانات رفاهی بهداشتی دیگری نداشت. به نقل از تاریخ محله مجیدیه نوشته ادوارد میناس در هیچ خانه‌ای حمام شخصی وجود نداشت و اولین حمام عمومی ۱۳۳۵ به نام حمام «رصاب» در کوچه «آذری» تأسیس شد که هم‌اکنون مورد استفاده اهالی محل است. این محله پیش از آن هم که به عنوان سکونت‌گاه انتخاب شود، به دلیل عدم زین مناسب و ماسه‌ایی بودن خاک آن جایی مناسب برای کشت و زرع نبود. برخلاف دیگر آبادی‌های و محله‌های تهران قدیم که خاکی حاصل‌خیز داشتند. مستند به گزارش‌های تاریخی این محله از سمت شرق بعد از ۱۶ متری دوم خارج از محدوده تلقی می‌شد و تا ده نارمک هیچ خانه یا سکونت‌گاهی در آن قرار نداشت؛ از این منطقه در تهران سال‌های قبل از دهه بیست به عنوان محل دفع نخاله‌های ساختمانی و … استفاده می‌شد.[۶] از نیمه نخست دهه سی است که تدریجاً با سکونت گزیدن شماری از مردمان ترک، فارس و ارمنی این منطقه مورد توجه قرار می‌گیرد و آهنگ و رشد و توسعه کالبدی آن از نیمه دهه سی رقم می‌خورد. بر اساس گزارش‌های موجود تا سال ۱۳۳۲ حدود هشتاد خانوار در اینجا ساکن شدند. در آن زمان کوچه‌ها خاکی بودند و رودخانه دیوار کشی و پل نداشت و ماشین‌ها از داخل رودخانه عبور می‌کردند. در اواخر سال ۱۳۳۲ اولین کارخانه برق تأسیس شد که خیابان‌های استاد حسن بنا و ۱۶ متری اول و دوم و مجیدیه جنوبی را روشن می‌کرد. در آن زمان آب لوله‌کشی و آشامیدنی وجود نداشت و هر خانه آب انباری داشت که از جوی روستای شمس‌آباد و با هماهنگی و تنظیم میرآب پر می‌شد و برای شست و شو و نظافت مورد استفاده قرار می‌گرفت. ایجاد نخستین تأسیسات آب لوله‌کشی در این محله به سال ۱۳۳۴ بازمی‌گردد که دو تن از خیریان با حفره چاهی عمیق و تأسیس شرکت آب‌کاخ، لوله‌کشی را ایجاد کردند.[۶] این محله هم‌اکنون از شمال به بزرگراه رسالت، از جنوب به خیابان جانبازان غربی، از شرق به ۱۶ متری دوم و از غرب به خیابان استاد حسن بنا محدود می‌شود.[۶]
- در نهایت واپسین تلاش‌های برای توسعه کالبدی منطقه هشت تهران در سال‌های قبل از انقلاب به ایجاد و بسط و گسترش محله تهران‌پارس در سال ۱۳۵۰ بازمی‌گردد. تهرانپارس به صورت شبکه شطرنجی و منظم وارد محدوده خدماتی منطقه هشت شهر تهران شد. در اولین طرح جامع تهران با پیشنهاد دسترسی محور رسالت به اراضی شرق از طریق جاده قدیم شمیران محله تهران‌پارس به دو بخش شمالی و جنوبی تقسیم شد. همزمان با تفکیک اراضی و توسعه‌های شهری قسمت عمده‌ای از اراضی جنوب شرق محدوده (در اطراف جاده دماوند) به کاربری‌های صنعتی اختصاص یافت. این کاربری پهنه صنعتی مهمی را در جنوب محله تهرانپارس رقم زد. شهروندان تهرانی از طریق ترمینال شرق به عنوان پایانه بین‌شهری به شهرهای شمالی ایران دسترسی دارند. این محله هم‌اکنون از شمال و شرق به بزرگراه رسالت از جنوب به خیابان دماوند و از غرب به بزرگراه شهید باقری محدود می‌شود.[۷]

## اطلاعات عمومی
در این بخش به اطلاعاتی نظیر محدوده منطقه، ویژگی‌ها، وسعت و جمعیت پرداخته می‌شود.
محدوده
این منطقه در دامنه شیب ملایم رشته کوه البرز در شمال کوه‌های سه تپه در شرق تهران قرار گرفته‌است. از به ارتفاعات کوه البرز، نیز به بزرگراه رسالت در منطقه چهار از جنوب به منطقه سیزده و جنگل‌های سرخه‌حصار و کوه‌های سه‌تپه می‌رسد. از غرب به سبلان جنوبی و استاد حسن بنا  منتهی می‌شود.
وسعت و جمعیت
مستند به آمار سایت شهرداری منطقه هشت، وسعت این منطقه ۱۳۲۱ هکتار با ۴۲۵ هزار نفر جمعیت عنوان شده‌است. همچنین بر اساس اطلاعات مرکز آمار ایران، جمعیت این منطقه براساس سرشماری سال ۱۳۹۵ ایران، ۴۲۵٬۱۹۷ نفر (۱۴۸٬۵۸۲ خانوار) شامل ۲۰۸٬۳۷۹ مرد و ۲۱۶٬۸۱۸ زن عنوان شده‌است.

## محله‌ها
منطقه هشت شهرداری تهران دارای ۳ ناحیه ۱۳ محله است. فهرست محله‌ها به شرح زیر است. همچنین محدود نواحی به قرار زیر است.
ناحیه یک: از شمال و شرق به خیابان رسالت از جنوب به خیا بان دماوند از غرب به خیا بان شهید آیت می‌باشد
ناحیه دو: از شمال به بزرگراه رسالت از جنوب به خیابان دماوند و مسیل باختر؛ از شرق به خیابان شهید آیت و از غرب به خیابان شهید مدنی می‌باشد
ناحیه سه: از شمال به بزرگراه رسالت از جنوب به خیابان دماوند از شرق به خیابان مسیل با ختر از غرب به خیابان استاد حسن بنا و خیابان سبلان جنوبی می‌باشد
- تهرانپارس
- دردشت
- هفت حوض
- نارمک
- مجیدیه
- مدائن
- فدک
- کرمان
- لشکر
- سبلان
- تسلیحات
- وحیدیه
- زرکش

## حمل و نقل عمومی
شهروندان تهرانی و ساکنان منطقه هشت تهرانی از طریق خط‌های ۹، ۳ و ۵ به سامانه‌های  اتوبوس تندرو تهران دسترسی دارند و شماری از ایستگاه‌های اتوبوس‌های تندور در منطقه هشت واقع شده است. 
همچنین در منطقه هشت شهرداری تهران شش ایستگاه‌ مترو به شرح زیر قرار دارد.
• ایستگاه متروی سرسبز
- ایستگاه متروی فدک
- ایستگاه متروی  شهید باقری
- ایستگاه متروی سبلان
- ایستگاه متروی دانشگاه علم و صنعت
- ایستگاه متروی گلبرگ